# Valentí Moragas i Sabatés
Valentí Moragas i Sabatés (m. Barcelona, 13 de gener de 1930) va ser un metge homeòpata. Fou també alcalde de Badalona i president de l'Ateneu Obrer de Badalona.
El 1899 va esdevenir alcalde provisional de Badalona per ordre del govern civil de Barcelona, després dels enfrontaments de començament de juliol entre els partidaris de l'alcalde Pere Renom i el que va de ser el nou alcalde Joaquim Palay. Amb les noves eleccions, l'octubre de 1899 Ramon Amat i Comellas passava a ser alcalde.
El 1909 va rebre una menció honorífica en el Foment de la Sericultura.

## Obres
- Patogenesia, higiene y terapéutiea de la apoplejia cerebral Arxivat 2016-03-03 a Wayback Machine.